# Lin Chia-lung
Dans ce nom chinois, le nom de famille, Lin, précède le nom personnel Chia-lung.
Pour les articles homonymes, voir Lin.
Lin Chia-lung (en chinois traditionnel : 林佳龍 ; pinyin : Lín Jiālóng) est un homme d'État taïwanais.
Depuis 2024, il occupe le poste de ministre des Affaires étrangères.

## Jeunesse
Lin Chia-lung est diplômé en science politique de l'université nationale de Taïwan (BA et MA). De 1991 à 1994, il étudie à l'université Yale où il est diplomé en science politique (MA, MPhil) avant d'être titulaire d'un doctorat,.
De retour à Taïwan, il enseigne au département science politique de l'université nationale Chung Cheng de 1999 à 2004.

## Carrière politique
Lin Chia-lung commence sa carrière politique dans le début des années 2000, auprès du cabinet du président Chen Shui-bian, occupant notamment les postes de secrétaire général du Parti démocrate progressiste (PDP) et de député secrétaire général au palais présidentiel.
Siégeant au Yuan législatif durant une législature en tant qu'élu de la municipalité de Taichung, il y est par la suite élu en tant que maire après avoir remporté les élections municipales de 2014 ; il n'est pas réélu aux élections municipales de 2018.
Il occupe le poste de ministre des Transports et des Communications à partir de janvier 2019, après l'incident ferroviaire du déraillement du Puyama 6432 ayant conduit à la démission de Wu Hong-mo (en). Deux ans plus tard, après l'incident ferroviaire du déraillement du Taroko 408 d'avril 2021, il démissionne de son poste,.
Désigné par le PDP afin de prétendre à la mairie du Nouveau Taipei lors des élections municipales de 2022, il s'incline face au maire sortant Hou Yu-ih.
Il est par la suite nommé secrétaire général de la présidence sous Tsai Ing-wen en janvier 2023.
Lin Chia-lung est nommé ministre des Affaires étrangères après l'élection de Lai Ching-te en tant que président de la république, entrant officiellement en fonction le 20 mai à l'occasion de l'investiture présidentielle.